# МКС-9
МКС-9 — девятый долговременный экипаж Международной космической станции. Экипаж работал на борту МКС с 21 апреля по 23 октября 2004 года.
Во время девятой экспедиции были осуществлены работы по обслуживанию ТКГ «Прогресс» и пилотируемых кораблей «Союз»:
- «Прогресс М1-11»: расстыковка 24.05.2004;
- «Прогресс М-49»: стыковка 27.05.2004, разгрузка, расстыковка 30.07.2004;
- «Прогресс М-50»: стыковка 14.08.2004, разгрузка;
- «Союз ТМА-3»: расстыковка 29.04.2004 вместе с экипажем МКС-8 и участником экспедиции посещения ЭП-6;
- «Союз ТМА-4»: корабль доставки и возвращения экипажа МКС-9;
- «Союз ТМА-5»: стыковка 16.10.2004 вместе с экипажем МКС-10 и участником экспедиции посещения ЭП-7.

Были проведены научные исследования и эксперименты по российской и американской программам. Во время девятой основной экспедиции были осуществлены экспедиции посещения ЭП-6 и ЭП-7. По завершении станция была передана экипажу 10-й основной экспедиции.

## Экипаж
21 февраля 2002 года решением Многосторонней комиссии по операциям экипажей (MCOP — от англ. Multiteral Crew Operation Panel) были сформированы два экипажа (основной и дублирующий) в следующих составах:
- Основной экипаж
  - Геннадий Падалка — командир-пилот;
  - Олег Кононенко — бортинженер-1;
  - Майкл Финк — бортинженер-2;
- Дублирующий экипаж
  - Александр Полещук — командир;
  - Роман Романенко — пилот;
  - Дэниел Тани — бортинженер.

В ноябре 2003 года совместным решением российской и американской стороны два экипажа для подготовки к полёту на МКС по программе 9-й основной экспедиции были переформированы:
- Основной экипаж
  - Уильям Макартур — командир;
  - Валерий Токарев — бортинженер;
- Дублирующий экипаж
  - Лерой Чиао — командир;
  - Салижан Шарипов — бортинженер.

Для этих составов даже была начата подготовка в РГНИИ ЦПК.
Но в январе 2004 года у российских врачей возникли претензии к здоровью Уильяма МакАртура, вследствие чего он был выведен из экипажа, и на его место 13 января 2004 года был назначен Лерой Чиао, который начал готовиться в экипаже с Токаревым. В феврале было решено заменить основной экипаж, вернув Чиао в состав дублирующего.

### Основной экипаж
- (Роскосмос): Геннадий Падалка (2)[5] — командир;
- (НАСА): Майкл Финк (1) — бортинженер.

### Дублирующий экипаж
- (Роскосмос): Салижан Шарипов (2) — командир;
- (НАСА): Лерой Чиао (4) — бортинженер.

### Экспедиции посещения
Вместе с основным экипажем МКС на «Союзе ТМА-4» был доставлен на станцию участник программы экспедиции посещения ЭП-6:
- (ЕКА): Андре Кёйперс (1)[6].

В состав дублирующего экипажа ЭП-6 входил:
- (ЕКА): Герхард Тиле.

На Землю вместе с основным экипажем МКС на «Союзе ТМА-4» был возвращен участник экспедиции посещения ЭП-7  Юрий Шаргин.

## Параметры полёта
- Наклонение орбиты — 51,6°;
- Период обращения — 92,0 мин;
- Перигей — 384 км;
- Апогей — 396 км.

## Выходы в открытый космос
Членами 9-й основной экспедиции Геннадием Падалкой и Майклом Финком были совершены два запланированных и два внеплановых выхода в открытый космос (все из стыковочного отсека-модуля «Пирс» (СО1)) суммарной продолжительностью 15 часов 45 минут.
- 24 июня 2004 года с 21:57 по 22:10 UTC — общая продолжительность 14 минут 22 секунд[7]. Выход был завершён досрочно из-за потери давления в кислородном баллоне Финка.
- 29 июня 2004 года с 21:19 до 02:59 30 июня — 5 часов 40 минут[8]. Внеплановый, основной задачей стал ремонт неисправного гироскопа МКС на модуле «Юнити».
- 3 августа 2004 года с 06:58 по 11:28 UTC — 4 часа 30 минут[9]. Во время третьего выхода Геннадием Падалкой и Эдвардом Финком были установлены две антенны и заменены три лазерных отражателя на модуле «Звезда» для последующих стыковок с европейским грузовым КК ATV.
- 3 сентября 2004 года, с 16:43 по 22:04 UTC — 5 часов 20 минут[10][11]. Были установлены стыковочные антенны для «ATV».